# Władimir Mielnik (bokser)
Władimir Maksimowicz Mielnik (ros. Владимир Максимович Мельник, ur. 2 stycznia 1960 w Kadyjewce) – radziecki bokser, mistrz Europy z 1983.
Zwyciężył w kategorii średniej (do 75 kg) na mistrzostwach Europy w 1983 w Warnie po wygraniu czterech walk, w tym półfinałowej z Henrym Maske z NRD i finałowej z Doru Maricescu z Rumunii.
Był mistrzem ZSRR w wadze średniej w 1982 i 1983 oraz brązowym medalistą w 1986.